# Römisch-Germanische Kriege
|  | Dieser Artikel oder Abschnitt wurde wegen inhaltlicher Mängel auf der Qualitätssicherungsseite der Redaktion Geschichte eingetragen (dort auch Hinweise zur Abarbeitung dieses Wartungsbausteins). Dies geschieht, um die Qualität der Artikel im Themengebiet Geschichte auf ein akzeptables Niveau zu bringen. Dabei werden Artikel gelöscht, die nicht signifikant verbessert werden können. Bitte hilf mit, die Mängel dieses Artikels zu beseitigen, und beteilige dich bitte an der Diskussion! |

Die römischen Provinzen um 118 n. Chr.

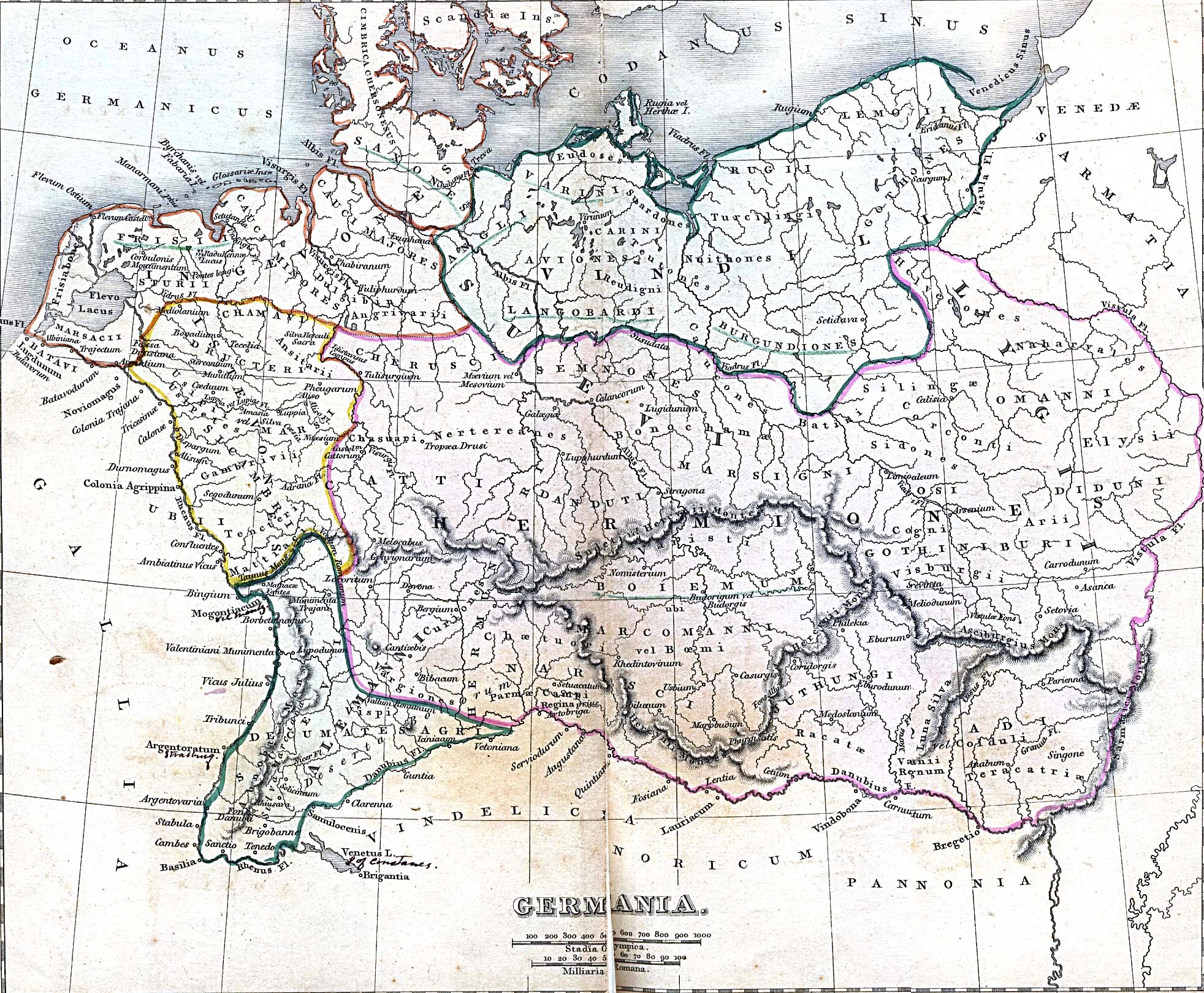
Germanien im 2. Jahrhundert (Karte von Alexander G. Findlay, 1849)

Die Römisch-Germanischen Kriege waren kriegerische Auseinandersetzungen zwischen dem Römischen Reich und den an seinen Grenzen siedelnden Germanen, die sich in einer Zeitspanne von etwa fünfhundert Jahren abspielten. 55 v. Chr. setzte Gaius Iulius Caesar erstmals mit Truppen über den Rhein, ab 13/12 v. Chr. führte der Feldherr Drusus unter Augustus mehrere Feldzüge nach Germania magna (dem „freien Germanien“ rechts des Rheins). Die letztlich vergeblichen Versuche, das rechtsrheinische Gebiet bis zur Elbe zur Provinz zu machen, dauerten fast 30 Jahre (Augusteische Germanenkriege). Römisch kultiviert wurde der Süden des heutigen Deutschlands. Zu den Spuren dieser Zeit zählen eine Vielzahl archäologischer Funde von der Straßenführung, den Gutshöfen bis hin zu Städtegründungen. In den folgenden Jahrhunderten kam es entlang der von den Römern errichteten befestigten Limes-Grenze immer wieder zu Konflikten mit den Germanen. Im 5. Jahrhundert n. Chr. brach das Weströmische Reich unter anderem unter dem Druck germanischer Stämme zusammen (siehe auch Völkerwanderung).

## Germanien

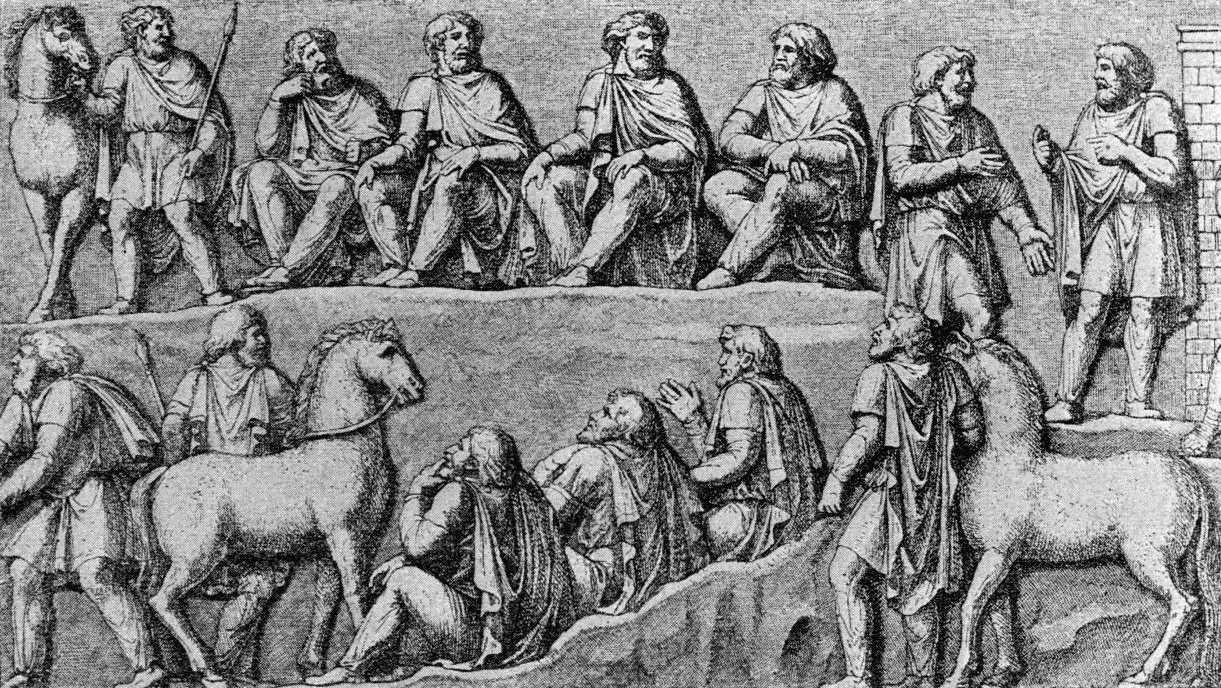
Germanische Ratsversammlung (Thing) – Zeichnung eines Reliefabschnitts der Mark-Aurel-Säule zu Rom

Der Begriff „Germanien“ wurde erstmals 80 v. Chr. vom Schriftsteller Poseidonios überliefert. Er wurde auch von Gaius Iulius Caesar verwendet. Dieser eroberte in seinem Gallischen Krieg die überwiegend von Kelten bewohnte Region Gallien bis zum Rhein und trat dadurch in direkten Kontakt mit germanischen Stämmen.
Der Geschichtsschreiber Tacitus stellte Germanien in seinem Werk Germania, das frühestens im Jahr 98 n. Chr. entstand, als Region dar, die von verschiedenen germanischen Stämmen besiedelt wurde und vor allem durch Rhein (Rhenus), Donau (Danuvius) und Weichsel (Vistula) begrenzt wurde. Tacitus nannte unter anderem die Stämme der Bataver, Chatten, Tenkterer, Usiper, Brukterer, Chamaver, Angrivarier, Dulgubnier, Chasuvarier, Friesen, Chauken, Kimbern, Sueben, Langobarden, Reudigner, Avionen, Angher, Variner, Eudosen, Suardonen, Nuitonen, Narisker, Markomannen, Quaden, Marsigner, die gallischen Cotini, die illyrischen Oser, Buren, Harier, Helvekonen, Manimer, Helisier, Nahanarvaler, Lugier, Goten, Suionen und Sithonen. Die Peukiner, Venether und Finnen rechnet er eher den Sarmaten zu. Im heutigen Hessen lebten die Ubier.

## Erste Konflikte
Zu ersten Schlachten zwischen Römern und Germanen kam es im Jahr 113 v. Chr., als Boiorix die Römer in der Schlacht bei Noreia schlug. 105 v. Chr. verloren die Römer die Schlacht bei Arausio. Dem römischen Feldherrn Gaius Marius, einem Onkel Gaius Iulius Caesars, gelang es, die Teutonen und Ambronen in der Schlacht von Aquae Sextiae 102 v. Chr. und die Kimbern in der Schlacht von Vercellae 101 v. Chr. zu besiegen.

## Vorstöße Caesars

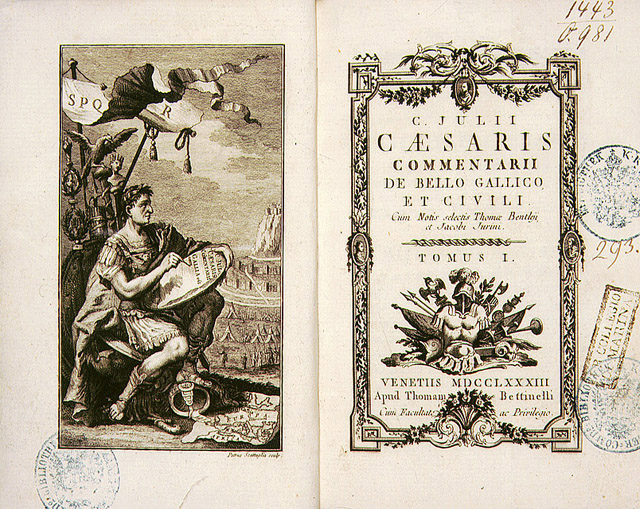
De bello Gallico, Ausgabe von 1778

Gaius Julius Caesar bekämpfte zunächst die unter Ariovist auf die linksrheinische Seite vorgestoßenen germanischen Stämme der Haruder, Markomannen, Triboker, Vangiones, Nemeter, Eudusier und Sueben. Im September 58 v. Chr. gewann er die entscheidende Schlacht im Elsass. Caesar eroberte im folgenden Bellum Gallicum in den Jahren 58 bis 50 v. Chr. sämtliche Siedlungsgebiete der Kelten im heutigen Frankreich und Belgien. Unter anderem ließ er im Hunsrück das Römerlager Hermeskeil errichten.
In seinem Bericht De bello Gallico beschreibt Caesar auch die geographische Situation. Danach stellte der Rhein die Grenze zu Germanien dar. Zwischen zwei Flottenexpeditionen nach Britannien (im Sommer 55 v. Chr. und im Frühjahr 54 v. Chr.) schlug Caesar die Usipeter und Tenkterer nieder und ließ im Spätsommer 55 v. Chr. eine Brücke über den Rhein bauen und unternahm einen 18-tägigen Vorstoß nach Germanien.
Nachdem die Germanen ihrerseits über den Rhein vorgedrungen waren, veranlasste Caesar 53 v. Chr. eine zweite Expedition über den Rhein. Die Sueben wichen aber einer Konfrontation aus, so dass es Caesar vorzog, gegen Ambiorix vorzugehen. Die beiden Rheinbrücken Caesars werden im Neuwieder Becken vermutet. Zwei 2012 entdeckte Römerlager in Limburg werden diesen Expeditionen zugeschrieben.
Unter der Statthalterschaft des Marcus Vipsanius Agrippa fand 39/38 v. Chr. noch eine weitere Rheinüberquerung der Römer statt. Etwa bis 19/18 v. Chr. wurden die Ubier ins linksrheinische Gebiet umgesiedelt.

## Expansion unter Augustus
Augustus (63 v. Chr.–14 n. Chr.), der Großneffe und Erbe Gaius Julius Caesars, war von 31 v. Chr. an Alleinherrscher des Römischen Reiches. Ihm fiel die Aufgabe zu, die römische Herrschaft in dem eroberten gallischen Raum zu festigen. Sein enger Vertrauter Marcus Vipsanius Agrippa war zweimal Statthalter Galliens. Dabei ließ er ein Straßennetz bis zum Rhein errichten und die Knotenpunkte durch Truppen sichern. Die Gründung von Augusta Treverorum, heute Trier, fiel in diesen Zeitraum. Durch den Ausbau der römischen Macht in Gallien geriet das Römische Reich nun wieder stärker in Konflikt mit germanischen Stämmen.
Die germanischen Sugambrer überschritten im Jahre 16 v. Chr. vermutlich nördlich des heutigen Bonn den Rhein. Die V. Legion wurde in einer Schlacht – der sogenannten Clades Lolliana – vernichtet und ihr Legionsadler erbeutet. Kaiser Augustus ließ die Verwaltung Galliens reformieren. Sein nächstes Ziel war die Erlangung der Kontrolle über die Alpenpässe und das Voralpenland.
Um 15 v. Chr. ließ er durch seine Stiefsöhne Drusus und Tiberius, den späteren Kaiser, in zwei Heeresgruppen – in nur einem Sommer „die Unterwerfung der Alpenstämme und die Besetzung des nördlichen Alpenvorlandes“ durchführen. Westlich setzte Tiberius über den Hochrhein mit dem Brückenkopf des Römerlagers Dangstetten, im Nordosten der Alpenregion wurde später die Provinz Raetia gebildet. Aus dem 15 v. Chr. angelegten Militärlager Augusta Vindelicum entwickelte sich später Augsburg.

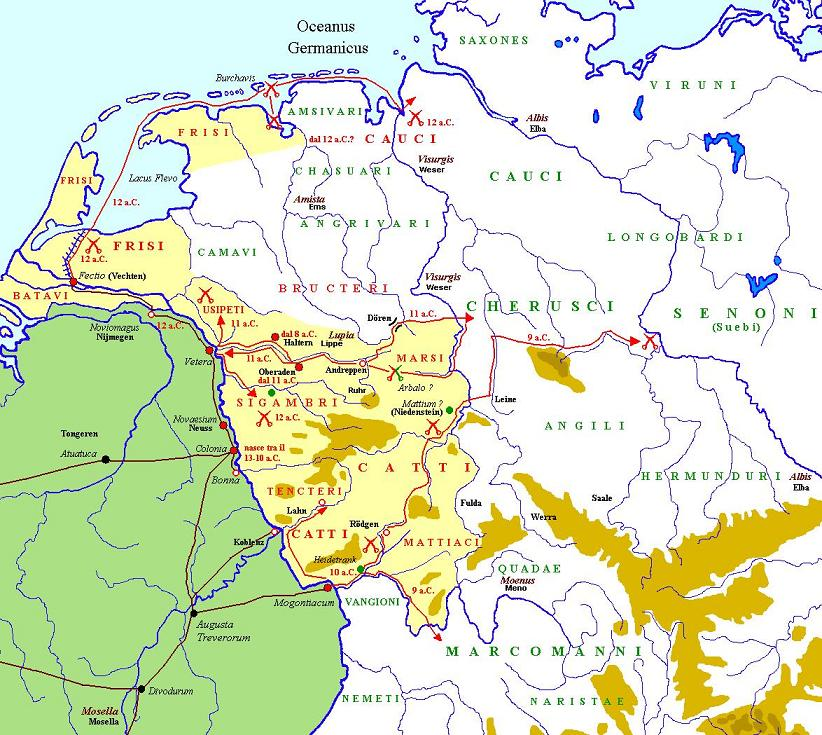
Feldzüge des Drusus (eingezeichnete Orte entsprechen nicht unbedingt dem Stand der Wissenschaft)

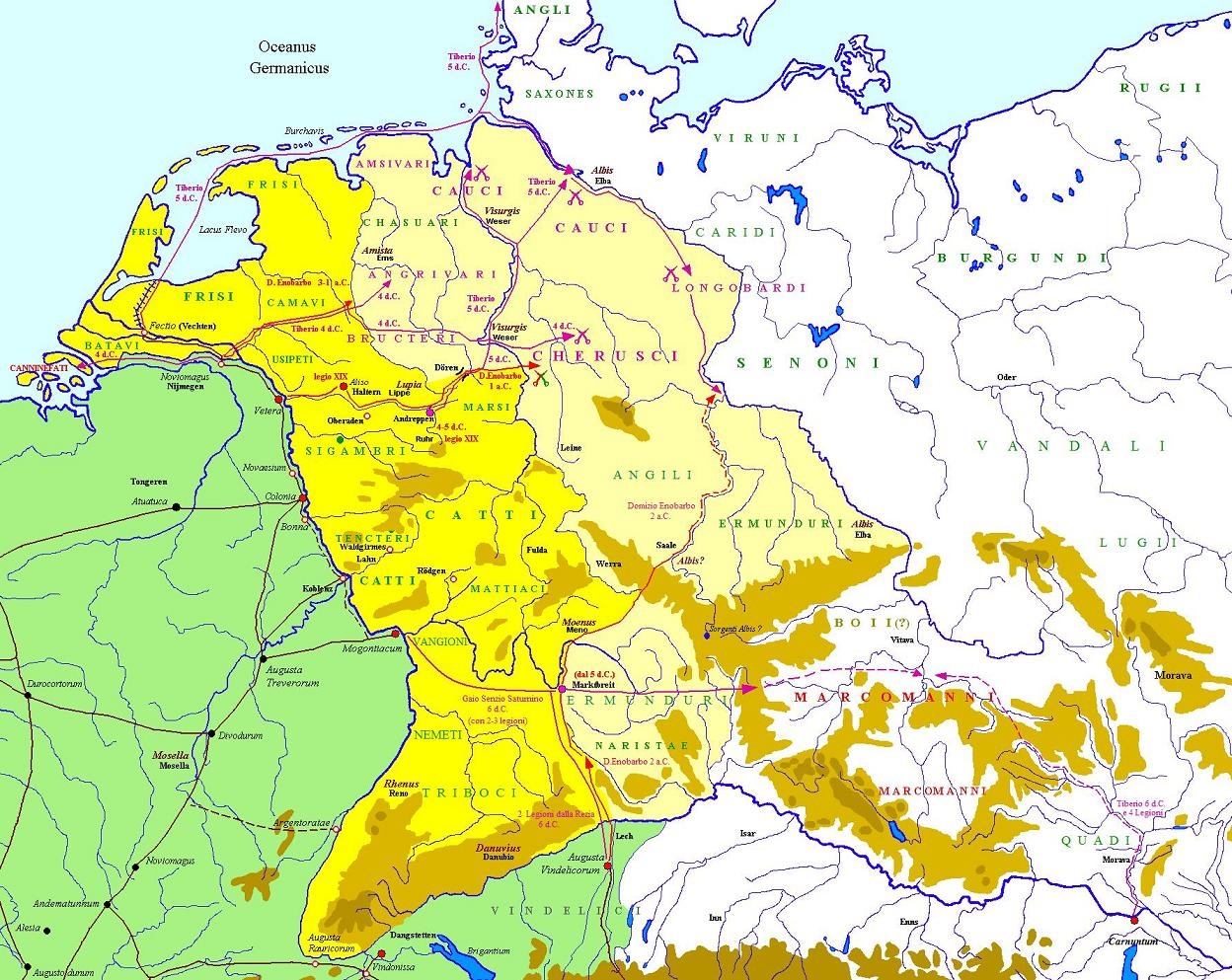
Feldzüge des Tiberius und des Lucius Domitius Ahenobarbus (eingezeichnete Orte entsprechen nicht unbedingt dem Stand der Wissenschaft)

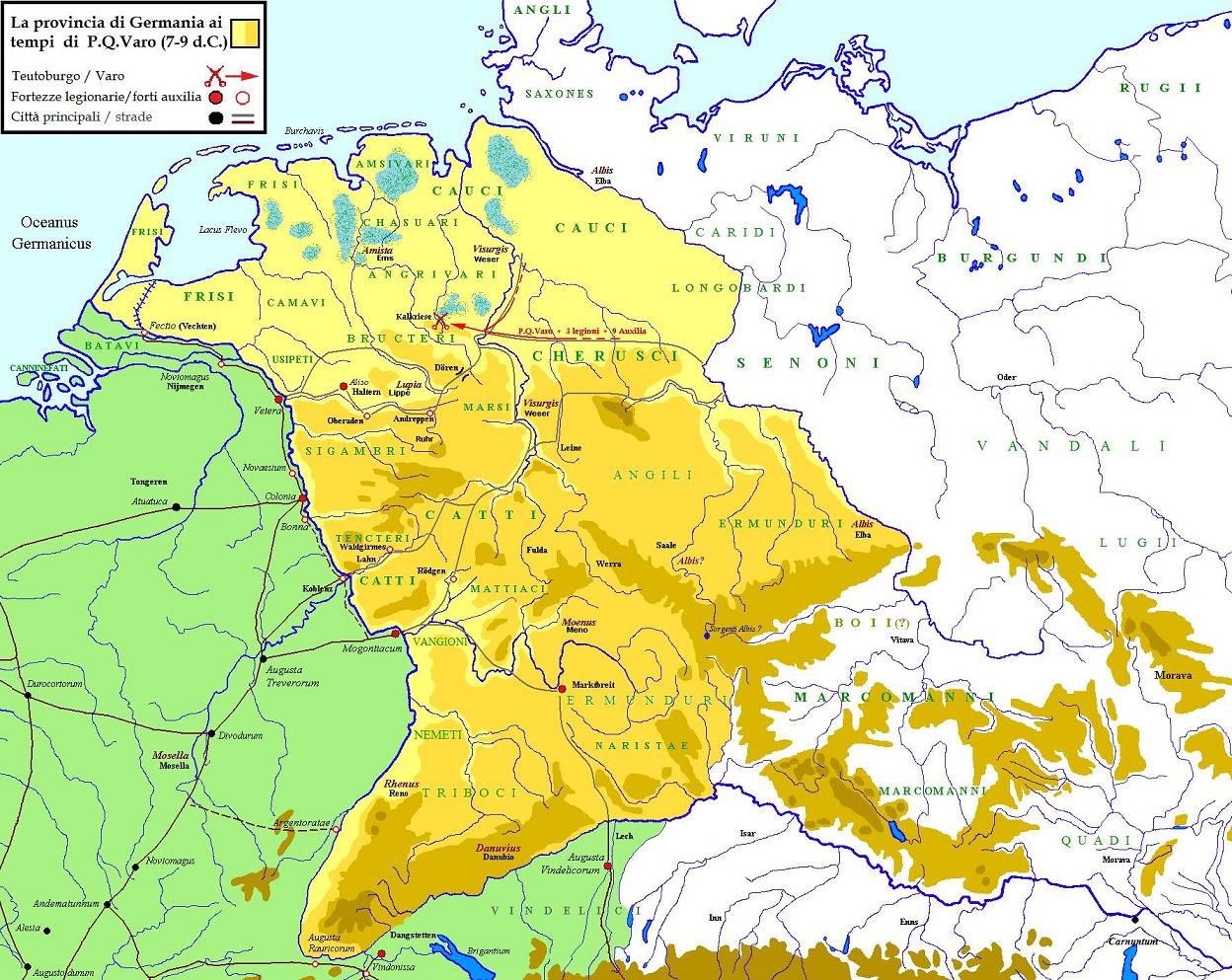
Germanien zur Zeit des Varus (eingezeichnete Orte entsprechen nicht unbedingt dem Stand der Wissenschaft)

Drusus sicherte die linke Rheinseite und ihre Wege mit Kastellen. Zu den von ihm ab 13/12 v. Chr. angelegten Lagern gehören Bonna als heutiges Bonn, Asciburgium (heute: Asberg), ein Stadtteil von Moers, und Ulpia Noviomagus Batavorum im heutigen Nimwegen. Sie wurden später Teil des Niedergermanischen Limes. Ebenfalls angelegt wurde das Zweilegionenlager Mogontiacum, das heutige Mainz. Durch seine strategisch günstige Lage am Rhein gegenüber der Mainmündung wurde das Lager einer der wichtigsten militärischen Stützpunkte am Rhein. Die Römerbrücke bei Mainz über den Rhein ließ er rechtsrheinisch durch das Castellum Mattiacorum (heute Mainz-Kastel) sichern.
Das Lager Vetera beim heutigen Xanten diente als Basis für die Feldzüge und als Hauptbasis für die Flotte, die Classis Germanica, die Drusus ab 13 v. Chr. errichten ließ. Er veranlasste 12 v. Chr. den Bau des Drusus-Kanals und möglicherweise weiterer Kanäle, um mit Schiffen vom Rhein aus über die Zuiderzee (Flevu Lacus) die Nordsee zu erreichen.
In den Jahren 12 v. Chr. bis zu seinem Tod führte Drusus Erkundungs- und Eroberungszüge östlich des Rheins durch und erreichte Elbe und Saale, die sogenannten Drusus-Feldzüge. Über die Nordsee befuhr seine Flotte die Ems. Er legte zwei Lager im Inneren der Germania magna an. An der Lippe (Lippia) stieß Drusus auf die Sugambrer und an der Elbe auf die Cherusker. Im Jahre 9 v. Chr. besiegte Drusus den germanischen Fürsten Marbod im Maingebiet, woraufhin dieser sich weit nach Osten zurückzog und ab 3 v. Chr. um die Markomannen herum einen mächtigen Stammesbund organisierte, dem unter anderem Hermunduren, Langobarden, Semnonen und Vandalen angehörten; sein Königssitz wurde Marobudum. Drusus starb 9 v. Chr. an den Folgen eines Beinbruchs, nach einer anderen Quelle an einer Krankheit. Sein Wirken beschrieben Cassius Dio, Florus und Velleius Paterculus.
Tiberius übernahm nach Drusus' Tod den Oberbefehl in Germanien und setzte die Feldzüge fort. Er siedelte etwa 40.000 Sugambrer und Sueben ins linksrheinische Gebiet um, wo sie besser durch das römische Militär kontrolliert werden konnten. Andere Stämme wie die Cherusker wurden durch Bündnisse (foedera) an das Reich gebunden, in deren Rahmen sie auch Hilfstruppen für die römische Armee zu stellen hatten. Entlang der Lippe entstanden Häfen und Kastelle, um den Vorstoß nach Osten zu unterstützen. Nach dem Feldzugsjahr 8 v. Chr. glaubte man die Eroberung des rechtsrheinischen Germaniens im Wesentlichen abgeschlossen, sodass Tiberius am 1. Januar 7 v. Chr. in Rom einen Triumphzug abhalten durfte.
Lucius Domitius Ahenobarbus drang als Statthalter von Illyricum im Jahre 1 v. Chr. in das Gebiet jenseits der Elbe vor. Als Befehlshaber des Heeres in Germanien legte er die pontes longi („lange Brücken“) an.
Zwischen den Jahren 1 bis 4 n. Chr. kam es zu Unruhen in Germanien (immensum bellum), wie Velleius Paterculus berichtet. Nach seiner Rückkehr von Rhodos unterwarf Tiberius zwischen 4 und 5 n. Chr. die Germanen bis an die Elbe. Das Römerlager Anreppen an der Lippe wurde im Jahre 4 n. Chr. als Tiberius' Winterlager errichtet.
Publius Quinctilius Varus wurde 7 n. Chr. zum Befehlshaber am Rhein ernannt. Auf dem Rückweg zum linksrheinischen Winterlager Vetera im heutigen Xanten wurde Varus im Herbst des Jahres 9 n. Chr. eine vernichtende Schlacht aufgezwungen. Seine Gegner in der Varusschlacht waren Cherusker, Marser, Chatten, Brukterer und Chauken unter der Führung von Arminius. Drei Legionen (XVII, XVIII, XIX), drei Alen und sechs Kohorten gingen verloren. Insbesondere versuchte sich die Reiterei durch Flucht zu retten, dabei kam Gaius Numonius Vala um. Einige Flüchtlinge aus den Fußtruppen schafften es bis zum Kastell Aliso.
Die Römer zogen sich aus dem rechtsrheinischen Gebiet (dem „Barbaricum“) zurück. Sie ließen unter anderem Bergwerksanlagen zurück. Verlassen wurde auch die Standorte Dorlar und Waldgirmes an der Lahn. Nach diesem Debakel erhielt Tiberius den Oberbefehl. Er zog die Legionen II, XIII und XX an den Rhein, verhielt sich aber zurückhaltend.
Im Jahr 13 n. Chr. erhielt Nero Claudius Germanicus, der Neffe und Adoptivsohn von Tiberius, den Oberbefehl über acht Legionen.

## Feldzüge unter Tiberius

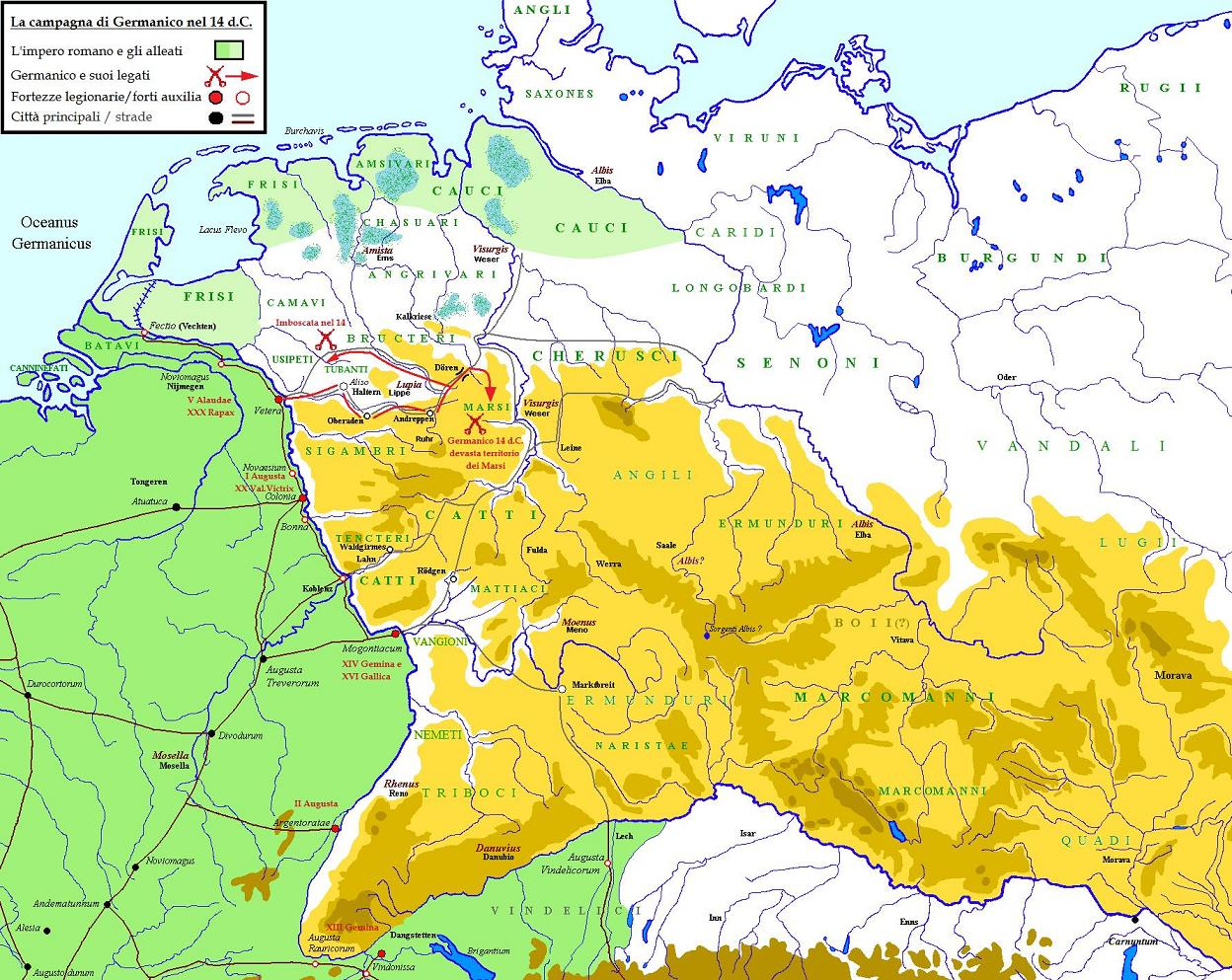
Operationen des Jahres 14 (eingezeichnete Orte entsprechen nicht unbedingt dem Stand der Wissenschaft)

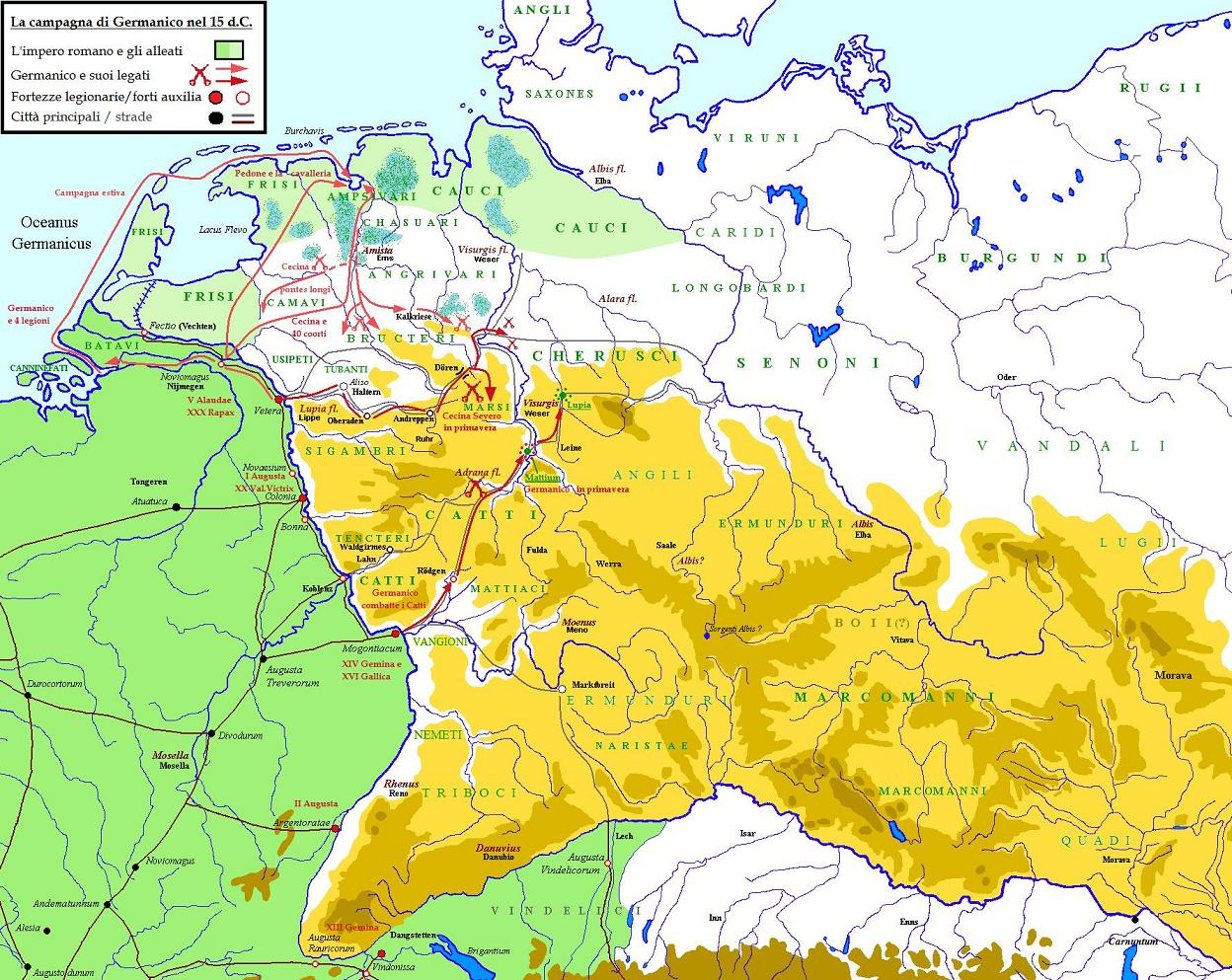
Feldzüge des Jahres 15 (eingezeichnete Orte entsprechen nicht unbedingt dem Stand der Wissenschaft)

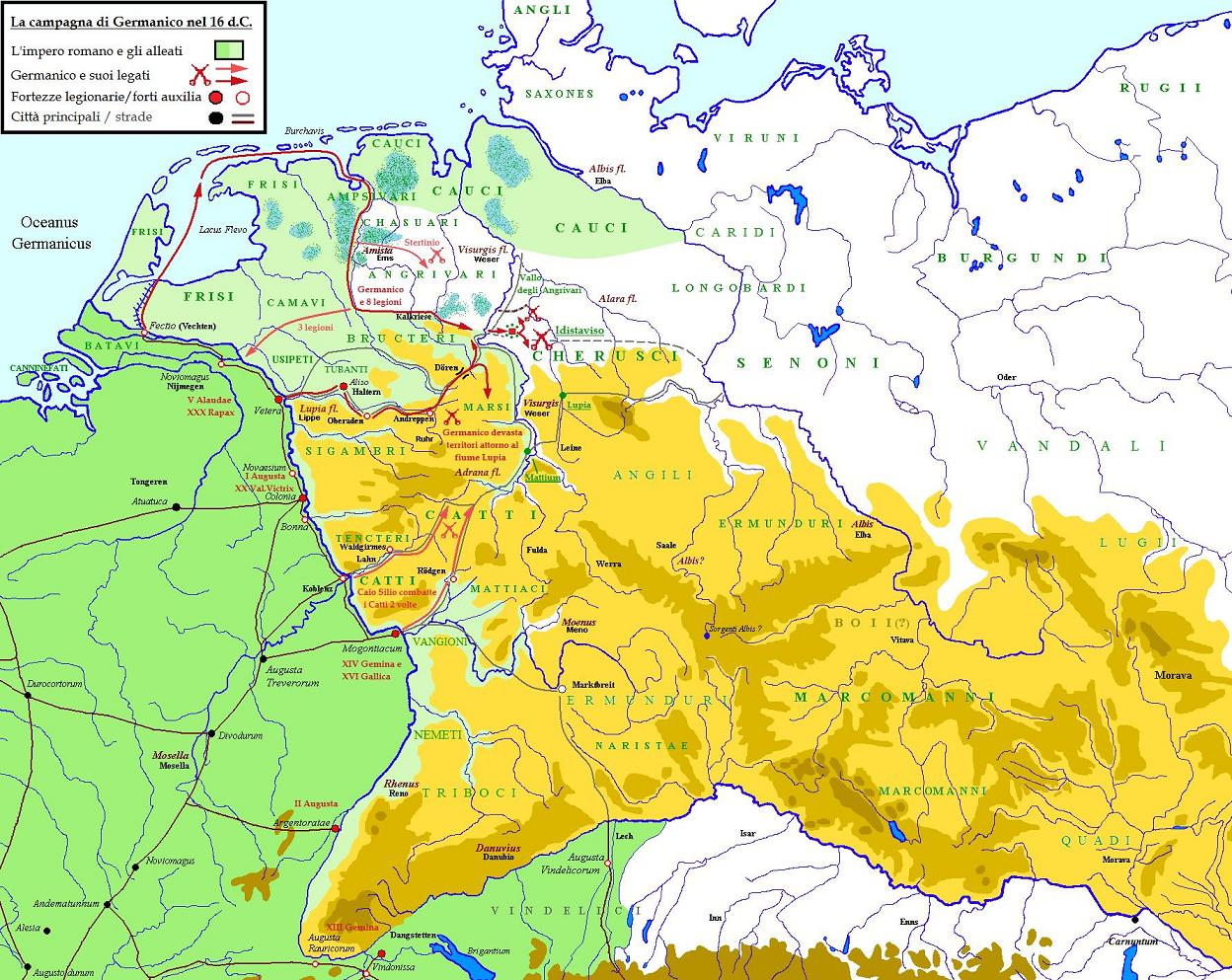
Aktionen des Jahres 16 (eingezeichnete Orte entsprechen nicht unbedingt dem Stand der Wissenschaft)

Im Frühjahr 14 n. Chr. übernahm Tiberius das Kaiseramt. Die in Pannonien und Germanien stationierten Legionen meuterten wegen der Härte des Dienstes, der Länge der Dienstzeit und des geringen Solds. Die Legio XIIII Gemina verweigerte den Treueeid, und in einem Sommerlager schlossen sich die zusammengezogenen vier Legionen des niedergermanischen Heeres der Meuterei an. Germanicus hielt zu Tiberius. Es kam zu Zugeständnissen.
Gaius Silius wurde im Jahr 14 n. Chr. zum Oberbefehlshaber des obergermanischen Heeres ernannt und blieb in dieser Position bis 21 n. Chr. Er befehligte die Legionen II Augusta, XIII Gemina, XIIII Gemina und XVI Gallica. Von drei dieser vier Legionen ist bekannt, dass sie ihren Standort bei Mainz hatten.
Aulus Caecina Severus kommandierte die niederrheinischen Legionen I Germanica und XX Valeria Victrix aus Köln sowie die V Alaudae und XXI Rapax aus Vetera.

Im Herbst des Jahres 14 n. Chr. führte Germanicus einen Feldzug gegen die Marser.

Im Jahre 15 n. Chr. ging Germanicus gegen die Chatten vor und zerstörte laut Tacitus deren Hauptort Mattium, dessen Lage bis heute nicht geklärt ist. Germanicus führte danach die oberrheinischen Legionen II, XIII, XIIII und XVI in das Gebiet zwischen Ems und Lippe. Er gelangte in den Besitz des Adlers der Legion XIX (Minervia) und besuchte das Schlachtfeld der Varusschlacht. Arminius’ Schwiegervater, der romfreundlich gesinnte Cheruskerfürst Segestes, lieferte 15 n. Chr. dessen schwangere Ehefrau Thusnelda an Germanicus aus.
Aulus Caecina Severus führte die niederrheinischen Legionen I, V, XX und XXI. Im Sommer 15 geriet Caecina auf dem Rückmarsch von der Weser in einen Hinterhalt des Arminius. Es kam zur Schlacht an den Pontes longi. Die Nachrichten für die römischen Truppen am Rhein waren so alarmierend, dass Germanicus' Ehefrau Agrippina ausdrücklich verbieten musste, die Rheinbrücke bei Vetera abzureißen.
Bei seinem Hauptfeldzug im Jahr 16 n. Chr. stieß Germanicus bis zur Weser vor. Ein Teil seiner Truppen wurde über die Nordsee und Ems herangeführt. Bei einem Sieg über die Marser unter Mallovendus wurde ein weiterer Legionsadler zurückgewonnen. Im Spätsommer 16 n. Chr. kam es gegen Arminius zur Schlacht auf dem Idistavisischen Feld. Schließlich kam es auf dem Rückweg noch zur Schlacht am Angrivarierwall. Darüber hinaus erlitt die Flotte Verluste durch schwere Herbststürme. Germanicus wurde danach abberufen; sein Triumphzug in Rom fand im Mai 17 n. Chr. statt. Die Kriegsführung in Germanien war für Tiberius zu aufwändig geworden.
Man schätzt die gesamte Zahl von römischen Verlusten bei den Germanienfeldzügen von Germanicus auf 20.000 bis 25.000 Mann.
Im Jahr 17 n. Chr. führte Marbod Krieg gegen Arminius. Die Semnonen und Langobarden unterstützten nun Arminius, doch war Arminius’ Onkel Inguiomer zum Konkurrenten Marbod übergelaufen. Arminius besiegte Marbod in einer offenen Feldschlacht nach römischem Muster.
Im Jahre 21 n. Chr. wurde Arminius von Verwandten ermordet. Die germanischen Adeligen zerrieben sich im folgenden Machtkampf.
Um 28 n. Chr. kam es zu einem Aufstand der Friesen gegen die Römer.

## Zeit nach Tiberius

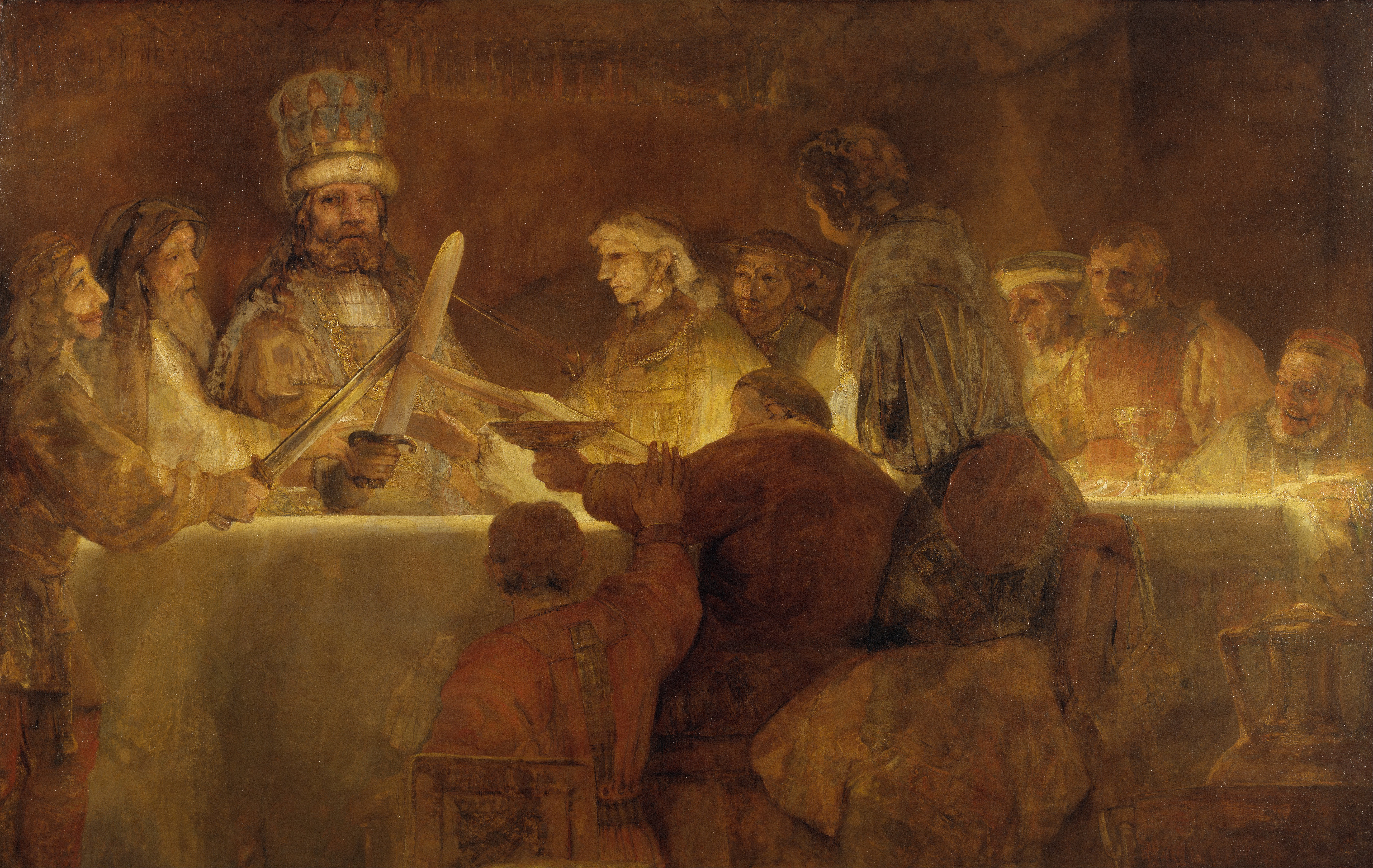
Rembrandt: Die Verschwörung der Bataver, etwa 1661

Um 41 n. Chr. soll nach einem Sieg über die Chauken der dritte in der Varusschlacht verlorene Legionsadler gefunden worden sein.
Um 47 n. Chr. erhoben sich die Friesen abermals und wurden von Gnaeus Domitius Corbulo zurückgeschlagen.
Im Jahre 47 n. Chr. war die Situation der Cherusker so desolat geworden, dass sie in Rom um einen geeigneten Fürsten nachsuchen mussten. Rom gewährte ihnen daraufhin Italicus, Sohn von Flavus. Flavus war der Bruder von Arminius und stets romfreundlich gewesen. Zu den Nachfolgern von Italicus zählte Chariomerus.
Im Jahre 69 n. Chr. begann der Bataveraufstand unter der Führung von Iulius Civilis. Die Seherin Veleda sah die Erfolge der Bataver voraus. 5000 römische Soldaten wurden im September 69 n. Chr. in Vetera eingeschlossen. Im März 70 n. Chr. mussten sie sich ergeben. Das Kastell wurde von den Batavern ebenso wie eine Reihe weiterer Lager zerstört. Iulius Civilis erlitt jedoch in einer Schlacht bei Trier gegen Quintus Petillius Cerialis im Sommer 70 n. Chr. eine Niederlage. Im Herbst kam es bei Vetera zur Entscheidungsschlacht. Civilis musste aufgeben. Das Lager Vetera II wurde neu errichtet. Veleda wurde 77 n. Chr. gefangen genommen und von Gaius Rutilius Gallicus nach Rom geführt. Danach verliert sich die Spur der beiden.
Titus Flavius Domitianus ließ die Chatten in den Jahren 83 bis 85 n. Chr. aus der Wetterau zurück in ihr Stammgebiet an Fulda, Werra und Weser drängen. Chariomerus wurde 88 n. Chr. von den Chatten vertrieben; er bat Kaiser Domitian vergeblich um Hilfe.
Um das Jahr 85 n. Chr. errichtete Domitian die Provinzen Germania superior und Germania inferior. Der Sitz des Statthalters von Germania superior war Mogontiacum, das heutige Mainz.
Hauptstadt der Provinz Germania inferior war Colonia Claudia Ara Agrippinensium, das heutige Köln. Um das Jahr 80 n. Chr. hatten römischen Soldaten bereits die 95,4 km lange Eifelwasserleitung gebaut. In Betrieb bis etwa 260 n. Chr., versorgte sie Köln mit 20.000 m³ Wasser täglich.
Im Jahre 89 n. Chr. riefen die römischen Truppen in Mainz ihren Kommandeur Lucius Antonius Saturninus zum Gegenkaiser aus. Der Aufstand wurde jedoch niedergeschlagen und Saturninus kam ums Leben. Gegen die Chatten, die mit ihm sympathisiert hatten, wurde ein Feldzug geführt.
Um 98 n. Chr., zur Zeit Trajans, resümiert Tacitus:
„Unsere Stadt ging ins sechshundertvierzigste Jahr – Caecilius Metellus und Papirius Carbo waren Konsuln (113 v. Chr.) – da hörte man zum erstenmal von den Waffen der Kimbern. Rechnen wir von da an bis zum zweiten Konsulat Kaiser Traians, ergeben sich etwa 210 Jahre. So lange wird Germanien nun schon besiegt. In dieser langen Zeit gab es auf beiden Seiten schwere Verluste …“
Im Jahre 110 n. Chr. wurde eine cugernische Siedlung bei Xanten zur Colonia Ulpia Traiana erhoben.

## Zeit des Limes in Germanien

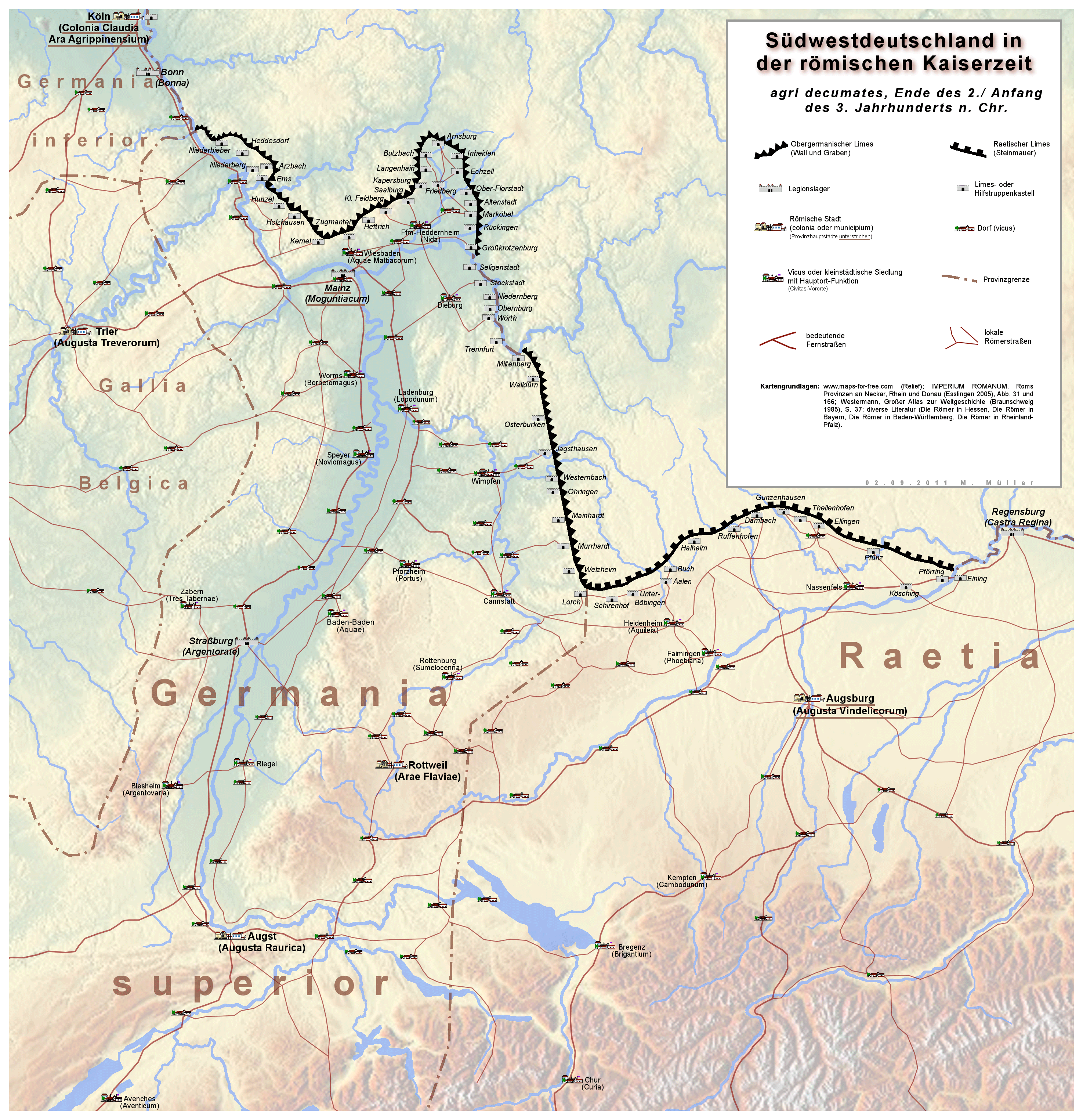
Der Limes und sein Hinterland zu Beginn des 3. Jahrhunderts n. Chr.

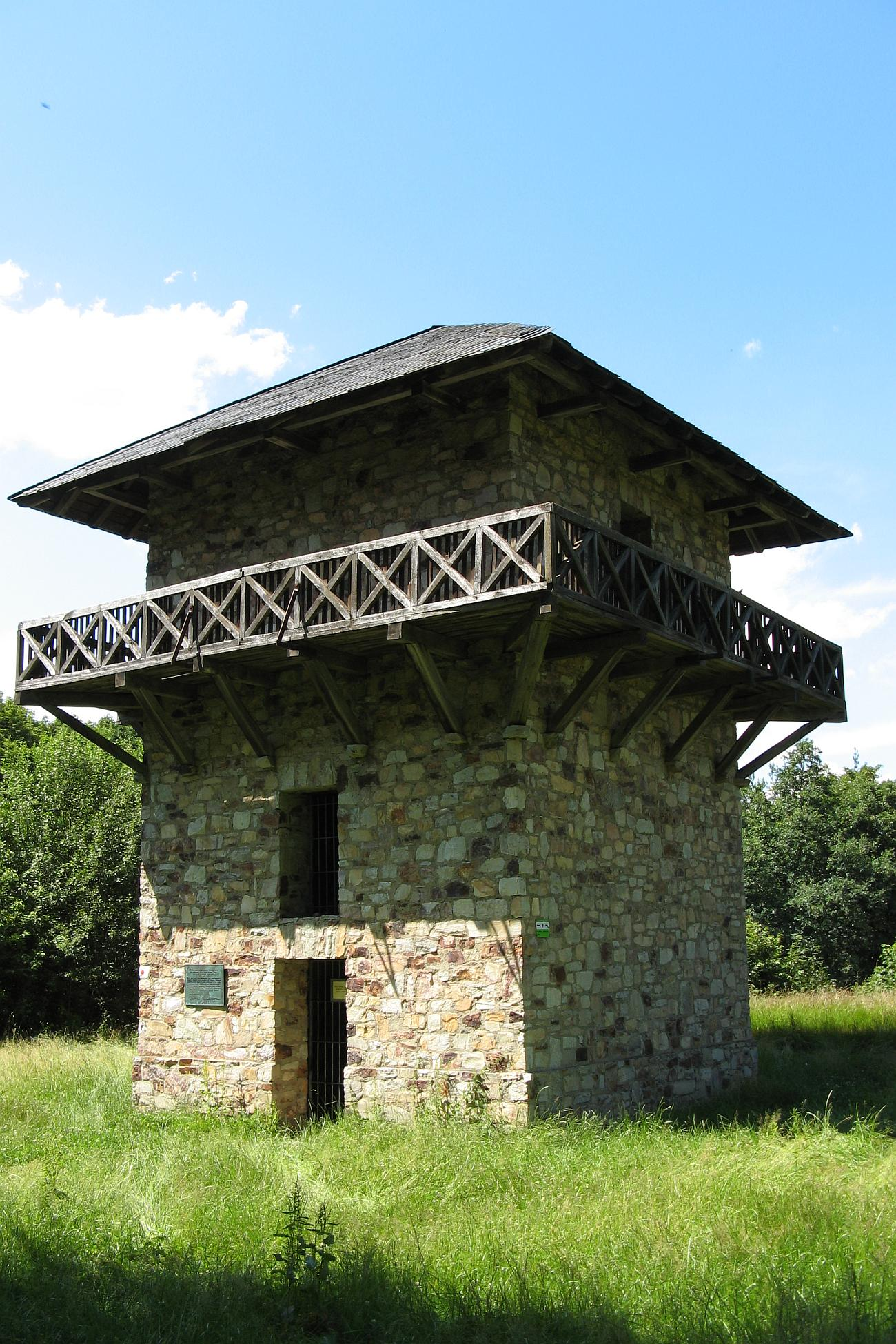
Rekonstruierter Limes-Wachturm beim Kastell Zugmantel

Die Grenzen des Römischen Reiches wurden durch sogenannte Limites markiert. Die Planung und Vorbereitung geht schon auf Kaiser Domitian zurück. Zu seinen wesentlichen Aufgaben zählte die Unterbindung eines Warenschmuggels, als eine militärische Verteidigungsanlage wird er von der jüngeren Forschung meist nicht mehr verstanden.
Ab 120 n. Chr. wurde der etwa 548 Kilometer lange Obergermanisch-Raetische Limes zwischen dem Rhein bei Rheinbrohl und dem Kastell Eining nahe dem späteren Legionslager Castra Regina (Regensburg) errichtet. Er umfasste schließlich etwa 900 Wachtürme sowie 120 größere und kleinere Truppenlager. In Regensburg begann der Donaulimes, ebenfalls mit zahlreichen Lagern wie Vindobona (Wien) und Carnuntum versehen. Die Donau bildete die natürliche Grenze der Provinzen Noricum und Pannonien gegen Norden. Allerdings bestanden zwischen dem Imperium und dem „Freien Germanien“ enge ökonomische und politische Kontakte. Zur Provinz Germania superior zählten die Civitas Taunensium (Verwaltungssitz Nida, heute Frankfurt-Heddernheim), die Civitas Auderiensium, Civitas Ulpia Sueborum Nicrensium (Verwaltungssitz Lopodunum, heute Ladenburg) und weitere.
Das Jahr 145 n. Chr. gilt als ein Zeitpunkt, in dem eine Epoche mit niedrigeren Temperaturen und ungünstigem Klimafaktoren begann, die bis 285 n. Chr. angehalten haben soll. Fest steht, dass die Unruhe zunahm. Die Chatten fielen in Obergermanien 162 n. Chr. ein. Die Markomannen, Quaden, Narisker und Jazygen stießen bis nach Oberitalien vor und bedrohten 167 n. Chr. Verona. Mark Aurel ließ zwei neue Legionen aufstellen und überschritt in der Gegenoffensive 169 die Donau. Im Jahre 179 entstand das neue Legionslager Castra Regina im heutigen Regensburg.
Im 3. Jahrhundert hatten sich neue germanische Stammesverbände entwickelt, die größer und schlagkräftiger als die früheren waren. Da zugleich die Bedrohung der römischen Grenzen im Orient massiv zunahm, wo um diese Zeit die Angriffe der Sassaniden einsetzten, konnten die Germanen an der Bindung Roms an anderen Fronten profitieren. Die Alamannen traten wohl erstmals 213 in Erscheinung und wurden durch Kaiser Caracalla am Main zunächst geschlagen, spätere Auseinandersetzungen endeten unentschieden. Caracalla konnte sich den Frieden erkaufen. Im Jahre 233 durchbrachen Alamannen den obergermanisch-rätischen Limes und plünderten römisches Gebiet. 235 verhandelte Severus Alexander mit ihnen über einen Frieden, wurde aber von seinen eigenen unzufriedenen Soldaten ermordet.
Sein Nachfolger Maximinus Thrax drängte die Alamannen 235 zurück und führte seine Truppen tief in germanisches Gebiet: Das sogenannte Harzhornereignis im heutigen Landkreis Northeim in Niedersachsen wird als eine Spur römischer Soldaten aus diesem Jahr interpretiert. 241 durchbrachen Alamannen erneut den Limes. Kaiser Gallienus soll die Germanen noch fünf weitere Male zurückgeschlagen haben. In der Schlacht von Abrittus an der unteren Donau gegen die Goten kamen 251 Kaiser Decius und sein Sohn um.
259/260 durchbrachen Franken und Alamannen erneut den obergermanisch-rätischen Limes (Limesfall). Die Juthungen wurden in einer zweitägigen Schlacht im Frühjahr 259, von der der Augsburger Siegesaltar zeugt, von den Römern geschlagen, als sie mit Beute und Gefangenen auf dem Heimweg waren. Die Colonia Ulpia Traiana wurden durch die Franken zerstört. Angesichts der veränderten Lage räumten die Römer in der Folgezeit den Limes und das Dekumatland; die kaiserlichen Truppen zogen sich an die militärisch sinnvolleren Flussgrenzen an Rhein und Donau zurück, die durch zahlreiche Festungen gesichert wurden (Donau-Iller-Rhein-Limes).
Unter Postumus kam es in den Jahren 259 bis 274 zu einem eigenen gallischen Sonderreich, dem Imperium Galliarum, da man der römischen Zentrale zeitweilig nicht zutraute, Gallien und Britannien effektiv zu verteidigen. Zunächst wurde Köln Residenz, dann Trier. Aurelian unterwarf die Gebiete wieder Rom, und Marcus Aurelius Probus drängte die Franken und Alamannen 277 aus Gallien zurück und verfolgte sie bis über den Neckar und in die Schwäbische Alb. Er vertrieb Burgunden, Goten und Vandalen 278 aus Rätien.

## Spätantike
In der Spätantike kämpfte Kaiser Diokletian 288 gegen die Alamannen und drang bis zu den Donauquellen vor. Konstantin der Große kam 310 nach Köln und ließ von den Soldaten der XXII. Legion eine feste Rheinbrücke aus Holz mit steinernen Strompfeilern errichten, um Feldzüge auf die rechtsrheinische Seite vornehmen zu können. Der Brückenkopf wurde durch das Kastell Divitia gesichert, heute Köln-Deutz. In der Spätantike wurde auch die Siedlung beim heutigen Xanten in der ehemaligen Colonia Ulpia Traiana als verkleinerte Tricensimae neu gegründet. Um 300 wurde die Grenze des Imperiums durch den Donau-Iller-Rhein-Limes neu befestigt.
Die Franken und Alamannen überfielen 352 die heutige Pfalz, das Elsass und die Schweiz. Der Caesar Julian, der später zum Kaiser erhoben wurde, gewann zunächst die 355/56 besetzte Stadt Köln von den Franken zurück. In der Schlacht von Argentoratum im Herbst 357 schlug er die Alamannen unter Chnodomar. 358 besiegte er die Franken. Laut einer Notiz bei Ammianus Marcellinus ließ er sogar zeitweilig einen Teil des alten Limes wieder besetzen.
Kaiser Gratian führte gegen die eindringenden Lentienser 378 die große Schlacht von Colmar. Die Entscheidung brachte die Schlacht bei Argentovaria, über die ebenfalls Ammianus Marcellinus berichtet. Gratian führte danach den letzten römischen Feldzug auf rechtsrheinischem Gebiet durch, was allerdings seinen Zug nach Osten, wohin er zur Unterstützung gerufen worden war, entscheidend verzögerte: Der Ostkaiser Valens unterlag 378 in der Schlacht von Adrianopel gegen die Westgoten, was traditionell als Beginn der großen Völkerwanderung (378–568) gilt.
Nach dem Tod des Kaisers Theodosius I. und der Reichsteilung von 395 wurde ein großer Teil der weströmischen Truppen vom Rhein abgezogen, um Italien gegen die Westgoten zu sichern. Dies nützten mehrere germanische Stämme, um im Jahr 406 nach dem Rheinübergang (wohl bei Mainz) in die römischen Rheinprovinzen und in ganz Gallien einzufallen. Die Sueben kamen bis nach Nordspanien, die Burgunden setzten sich entlang des Rheins fest. Der Einflussbereich des weströmischen Staates nahm immer mehr ab, auch wenn unter Constantius III. noch einmal eine gewisse Konsolidierung erreicht werden konnte: Um 420 kontrollierten die Römer gemeinsam mit den burgundischen foederati noch einmal die Rheingrenze. Zu einer wirklichen Erholung kam es aber nicht mehr. In der Schlacht auf den Katalaunischen Feldern im Jahre 451 besiegte ein römisch-westgotisches Heer unter Aëtius die Hunnen unter Attila, die zuvor Nordgallien verwüstet hatten. Auf beiden Seiten kämpften Germanen mit. Das Weströmische Kaisertum endete schließlich 476, als Odoaker zusammen mit barbarischen Hilfstruppen Kaiser Romulus Augustulus in Rom absetzte und nach Neapel verbannte.
486 besiegten die Franken in der Schlacht bei Soissons Syagrius, der sich als römischer Herrscher in Gallien verstand und wohl auch noch am Rhein einen Rest römischer Herrschaft aufrechterhalten hatte. 493 besiegte der Ostgotenkönig Theoderich der Große die römisch-germanischen Truppen in der Rabenschlacht von Ravenna unter Odoaker; das Gebiet bis zu Donau und Bodensee blieb zunächst unter ostgotischer Herrschaft, die viele römisch-antike Traditionen bewahrte, fiel aber spätestens in den 530er Jahren an die Franken.